# Eulophia leontoglossa
Eulophia leontoglossa är en orkidéart som beskrevs av Heinrich Gustav Reichenbach. Eulophia leontoglossa ingår i släktet Eulophia och familjen orkidéer. Inga underarter finns listade i Catalogue of Life.